# Шмырёв, Минай Филиппович

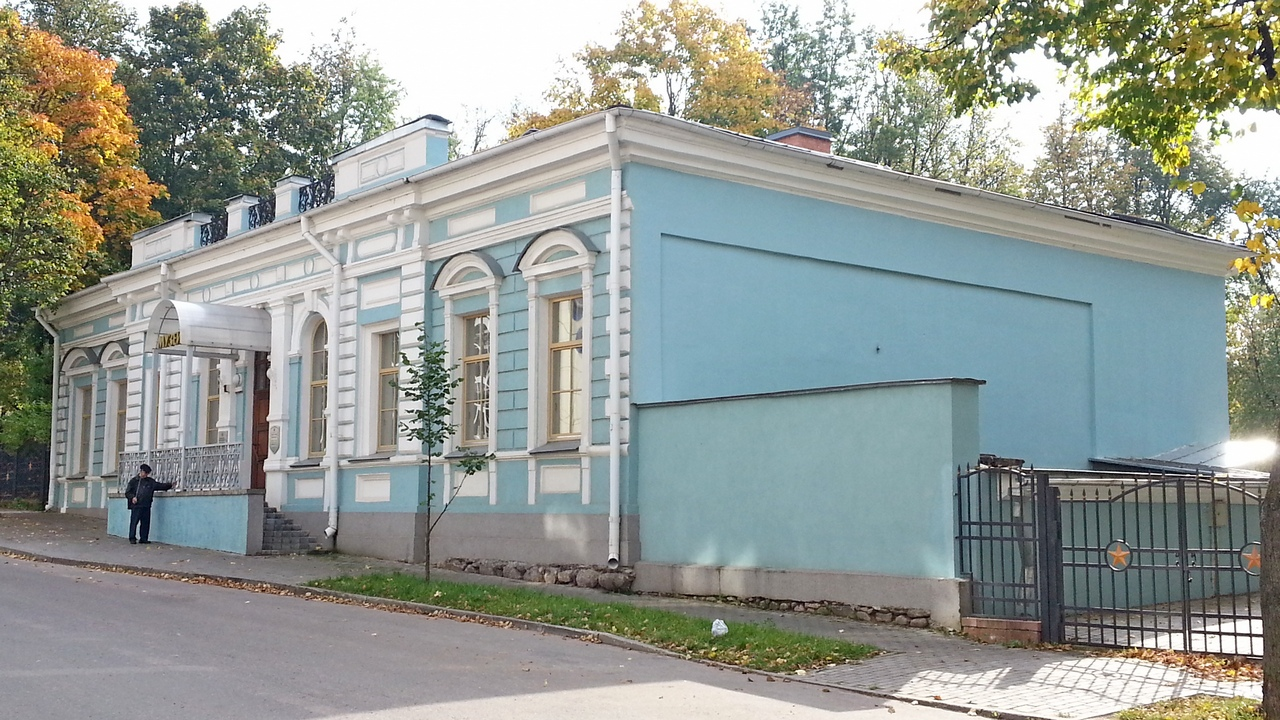
Музей М. Ф. Шмырёва в Витебске

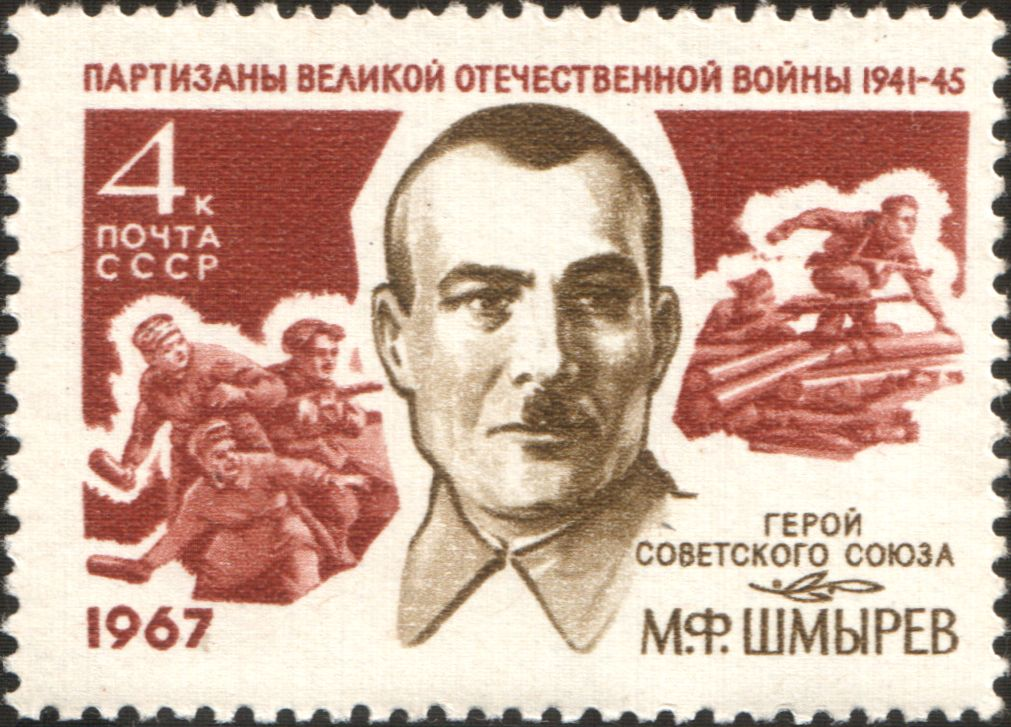
Почтовая марка из серии «Партизаны Великой Отечественной войны — Герои Советского Союза», 1967 г.

Мина́й Фили́ппович Шмырёв (бел. Мінай Піліпавіч Шмыроў, 11 (23) декабря 1891, Пунище Велижского уезда Витебской губернии — 3 сентября 1964, Витебск) — организатор партизанского движения в Витебской области в годы Великой Отечественной войны. Герой Советского Союза (1944).

## Биография
Родился 23 декабря 1891 года в деревне Пунище Велижского уезда, ныне Витебского района Витебской области Беларуси, в крестьянской семье. Белорус. Член РКП(б)/КПСС с 1920 года. Получил начальное образование.
Из старообрядческой семьи. Участник Первой мировой войны 1914—1918 годов, был призван в армию в 1913 году. Награждён тремя Георгиевскими крестами, медалями. В 1921—1923 годах — командир отряда по борьбе с бандитизмом на Витебщине. За полную ликвидацию банд на территории Суражской волости по Постановлению ВЦИК № 441 от 19 февраля 1923 года М. Ф. Шмырёв награждён орденом Красного Знамени.
С 1923 года заведующий волостным земельным отделом, председатель колхоза, директор льнозавода, Пудотской картонной фабрики имени Воровского в Суражском районе.

### Командир партизанского соединения
Партизанский псевдоним — бел. Бацька Мінай. Командир партизанского отряда, в июне 1941 года организовал партизанский отряд из рабочих фабрики деревни Пудоть между Суражем и Усвятами; с апреля 1942 года — командир 1-й Белорусской партизанской бригады. Партизаны устраивали засады на направлении Сураж-Усвяты-Велиж, в результате чего немецкие оккупанты объявили район деятельности отряда «зоной партизан» и неоднократно безуспешно пытались ликвидировать её.
Благодаря действиям 4-й ударной армии и 1-й Белорусской партизанской бригады под командованием Шмырёва были созданы знаменитые «Витебские (Суражские) ворота». Они стали основной артерией, связывающей Большую землю с партизанскими отрядами Беларуси, Прибалтики, Украины.
С ноября 1942 года работал в Центральном штабе партизанского движения.
Указом Президиума Верховного Совета СССР от 15 августа 1944 года за образцовое выполнение боевых заданий командования на фронте борьбы с немецко-фашистскими захватчиками и проявленные при этом отвагу и геройство Шмырёву Минаю Филипповичу присвоено звание Героя Советского Союза с вручением ордена Ленина и медали «Золотая Звезда» (№ 4377).

### Личная трагедия
После нескольких неудачных попыток уничтожить партизан, гитлеровцы прибегли к обычной для них мере: арестовали и позднее расстреляли четырёх малолетних детей Миная Шмырёва: Лизу (14 лет), Сергея (10 лет), Зину (7 лет) и Мишу (3 года). Немцы вначале пообещали оставить детей живыми, если Батька Минай добровольно сдастся в плен, но 14-летняя Лиза передала отцу из тюрьмы записку, в которой просила его не верить обещаниям немцев и не сдаваться им. 14 февраля 1942 года гитлеровцы расстреляли детей Шмырёва, а также его сестру и мать жены (жена Шмырёва умерла ещё до войны).

### Послевоенная жизнь
После войны М. Ф. Шмырёв неоднократно избирался депутатом Витебского областного Совета и депутатом Верховного Совета БССР, был делегатом XXII съезда КПБ. Работал заместителем председателя Витебского облисполкома. За два месяца до смерти стал первым почётным гражданином Витебска.
Умер 3 сентября 1964 года. С почестями похоронен в парке героев в центре Витебска, на Успенской горке.

### Семья
- Первая жена Прасковья Ивановна — скончалась в 1940 году.
- Вторая жена — Ирина Матвеевна Буравкина.
- Сын — Ростислав Шмырёв (1937—1995).
- Дочери — Клара (6 апреля 1943), Зинаида (Дина) (6 апреля 1943).
- Внуки: Владимир Сарафанов, Игорь Чуклов, Ирина Ростиславовна Шмырёва.

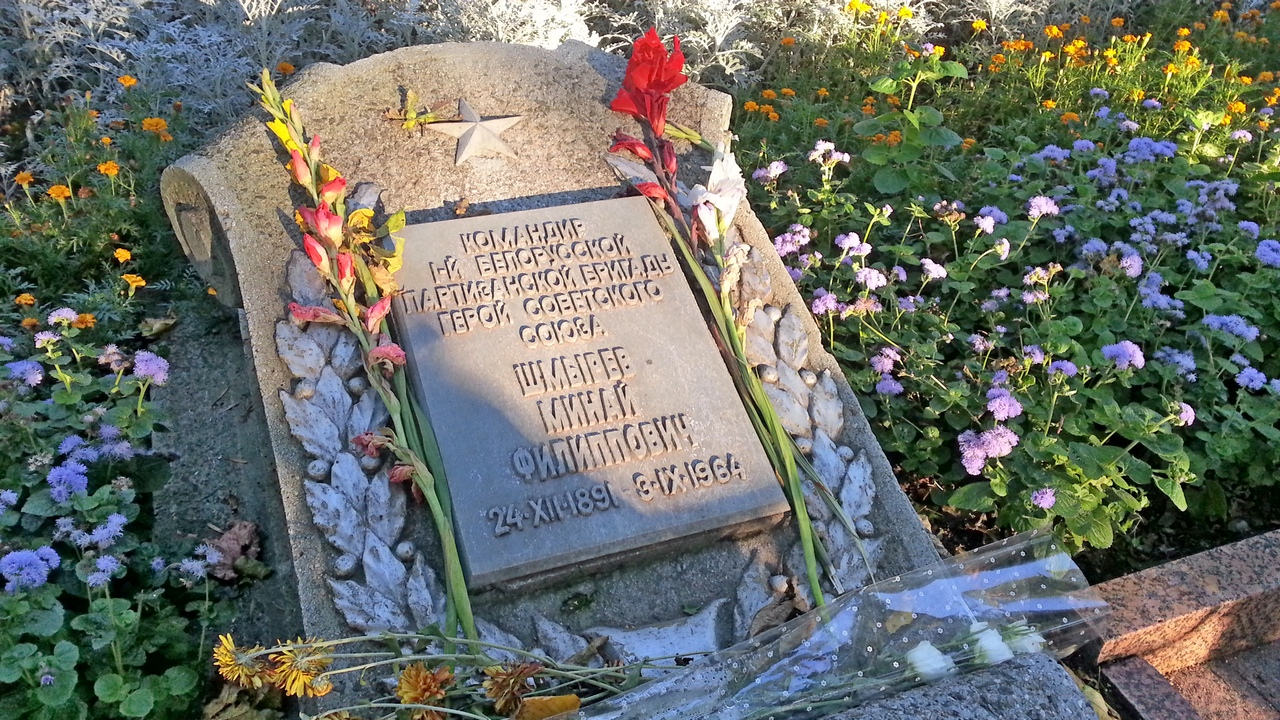
Могила Шмырёва

## Награды
- Герой Советского Союза (15 августа 1944)
- Три ордена Ленина
- Орден Красного Знамени
- Орден Отечественной войны I степени
- Медали

## Память
- Первым удостоен звания «Почётный гражданин города Витебска» (1964).
- В Витебске функционирует музей М. Ф. Шмырёва. Мемориальный парк, расположенный рядом со зданием музея. В парке установлен скульптурный бюст М. Ф. Шмырева (скульптор З. И. Азгур), макет «Рельсовая война», артиллерийские орудия, построены партизанские землянки.
- В Витебске именем Героя названа улица, школа, лицей, мост через р. Лучоса. В 1965 году по р. Западная Двина был пущен теплоход «Минай Шмырёв».
- В честь Шмырёва назван сорт чёрной смородины[3] («Минай Шмырёв (батька Минай)»).
- Витебский государственный машиностроительный колледж носит имя М. Ф. Шмырева.
- В городском посёлке Сураж установлен памятник в увековечение памяти детей М. Ф. Шмырёва.
- В городе Витебске на доме, где жил Шмырёв после войны (переулок Крупской, 39), установлена мемориальная доска.
- В 1967 году выпущены марки с изображением М. Ф. Шмырёва.
- В 1975[2] году возле здания школы № 43 в Витебске установлен бюст М. Ф. Шмырёва. Этой школе также присвоено имя Миная Филипповича[4].
- В 2010 году именем М. Ф. Шмырёва назван Парк партизанской славы в Витебске (бывший Парк имени Ленина).
- В городском посёлке Сураж имя М. Ф. Шмырёва присвоено средней школе[5].
- В ГУО «Средняя школа № 73 г. Минска» действует музей истории I Белорусской партизанской бригады имени М. Ф. Шмырёва.
- Имя Миная Шмырёва присвоено одной из улиц Глубокого[6].
- Имя Героя Советского Союза, командира партизанского отряда в годы Великой Отечественной войны Миная Шмырева присвоено одной из улиц в Минске — рус. «улица Ба́тьки Мина́я» (бел. «вуліца Ба́цькі Міна́я»)[7].

## Образ в искусстве
- Минай Шмырёв упоминается в документальном сериале «Неизвестная война». Фильм 4-й «Партизаны. Война в тылу врага».
- О судьбе Миная Шмырёва и его семьи на студии «Беларусьфильм» был снят фильм «Батька». В 1964 году был снят документальный фильм «Бацька Мінай»[8].
- Стихотворение Аркадия Кулешова «Баллада о четырёх заложниках» (бел. Балада аб чатырох заложніках), рассказывающее про Батьку Миная, было положено на музыку и вошло в репертуар ВИА «Песняры».
- Трагедия семьи Шмырёва вдохновила белорусского поэта Якуба Коласа на написание стихотворения «Бацьку Мінаю»[9].
- На «Беларусьфильме» стартовали съемки белорусско-российской картины «Батька Минай. Партизанская легенда» (2025). Жанр — военная драма. Съемки производятся на киностудиях — российская «Военфильм» и белорусская «Беларусьфильм». Картина — о борьбе с немецко-фашистскими оккупантами на территории Беларуси в годы Великой Отечественной войны, о легендарном партизанском командире Минае Шмыреве[10]. Режиссер фильма — Игорь Угольников. Роль главного героя в картине исполняет Алексей Кравченко[11]. Роль правой руки Батьки Миная — комиссара партизанского отряда играет Сергей Маховиков. Роль майора Нахтегаль в картине исполняет Алексей Колган[12].